# Martyn Brabbins
Martyn Brabbins (Londres (Regne Unit), 13 d'agost, 1959), és un director d'orquestra britànic.

## Joventut i educació
Era quart de cinc fills de la seva família, va aprendre a tocar l'eufoni, i després el trombó durant la seva joventut a la "Towcester Studio Brass Band". Més tard va estudiar composició a la "Goldsmiths, Universitat" de Londres. Posteriorment va estudiar direcció amb Ilià Mussin al Conservatori de Leningrad.

## Carrera
Brabbins va cridar l'atenció internacional per primera vegada quan va rebre el primer premi al "Leeds Conductors Competition" el 1988. Entre 1994 i 2005, Brabbins va ser director principal associat de la "BBC Scottish Symphony Orchestra". Va ser director principal de Sinfonia 21 el 1994. Va ser director artístic del "Cheltenham Music Festival" de 2005 a 2007. Durant el seu mandat a Cheltenham, va establir un nou conjunt, els Festival Players. A Leeds, va crear una nova sèrie de música de cambra anomenada "Music in Transition". El 17 de juliol de 2011, Brabbins va dirigir la sisena actuació en directe de la Simfonia núm. 1 "The Gothic" de Havergal Brian, a The Proms, que més tard es va publicar en un enregistrament comercial d'Hyperion. Brabbins va ser nomenat posteriorment president de la Havergal Brian Society. Brabbins també és director laureat de la Huddersfield Choral Society. El 2002, Brabbins va fundar un curs de formació per a directors aspirants al Festival Internacional de St Magnus a les Òrcades, que continua codirigint.
Fora del Regne Unit, Brabbins es va convertir en director convidat principal de De Filharmonie (Royal Flemish Philharmonie) el 2009. Va ocupar el càrrec de director en cap de l'Orquestra Filharmònica de Nagoya del 2012 al 2016.
Brabbins va dirigir per primera vegada a l'Òpera Nacional d'Anglaterra (ENO) el 2012, en una producció de The Pilgrim's Progress de Vaughan Williams El 21 d'octubre de 2016, ENO va nomenar Brabbins el seu proper director musical, amb efecte immediat. El 15 d'octubre de 2023, Brabbins va renunciar a ENO, amb efecte immediat, en protesta per les reduccions de personal de música proposades al personal de música de la companyia.
El juny de 2024, l'Orquestra Simfònica de Malmö va anunciar el nomenament de Brabbins com el seu proper director en cap, amb efecte a la temporada 2025-2026, amb un contracte inicial de tres temporades.

## Enregistraments
Brabbins ha realitzat enregistraments comercials de música per a segells com Warner, Chandos, Hyperion, NMC, Nimbus i Deutsche. Grammophon.
Els enregistraments inclouen: Saint-Saëns: Concerts per a piano n°2 i n°5, Louis Schwizgebel-Wang, piano, Orquestra Simfònica de la BBC, cond. Martyn Brabbins i Fabien Gabel; segell Aparté 2015

## Vida personal i reconeixement
Brabbins i la seva dona Karen (née Evans) es van conèixer a Goldsmiths. La parella es va casar l'any 1985 i té tres fills. El gener de 2013, la Universitat de Bristol va concedir a Brabbins un títol honorífic, de Doctor en Música honoris causa.